# Xã Greene, Quận Woodford, Illinois
Xã Greene (tiếng Anh: Greene Township) là một xã thuộc quận Woodford, tiểu bang Illinois, Hoa Kỳ. Năm 2010, dân số của xã này là 483 người.